# PEiD
PEiD (Portable Executable iDentifier) — инструмент для исследования PE файлов, позволяющий узнать компилятор, а следовательно, и язык программирования, использованный при написании программы, упаковщика или криптора. Используется в сервисе VirusTotal.com

## Описание
Поддерживает Drag&Drop (перетаскивание данных), мультисканирование (просмотр содержимого сразу целой папки), а также плагины, плюс имеет несколько встроенных утилит, таких как обозреватель процессов.
Определение упаковщика осуществляется при помощи поиска сигнатуры. Текущая версия может определять 672 различных сигнатуры в PE файлах. Также можно добавить пользовательские сигнатуры. Есть возможность дизассемблирования файла. К недостаткам можно отнести то, что можно обойти алгоритм поиска его сигнатур, и он не найдет нужную сигнатуру.
4 апреля 2011 года на сайте программы появилась информация о прекращении проекта. Сейчас сайт программы удален.